# Ben Meigners
Ben Meigners (* um 1980) ist ein israelischer Jazzmusiker (Kontrabass) des Modern Jazz.
Ben Meigners zog 2002 zum Studium von Israel nach New York, wo er seitdem in der Jazzszene der Stadt, u. a. mit weiteren israelischen Musikern, zumeist als Hausmusiker im Jazzclub Fat Cat spielte. Seine Mentoren waren Dennis Irwin und Steve Blum. Im Fat Cat spielte er in den Bands von Harry Whitaker, Billy Kaye, Saul Rubin, Don Hahn, Shimrit Shoshan und seiner eigenen Band Smashing Molek. Des Weiteren spielte er in den Formationen von Andy Bey, Freddie Redd, Roy Hargrove, Jimmy Cobb, Slide Hampton, Frank Wess, George Braith, Chris Byars, Gilad Atzmon, Sacha Perry, Yonatan Voltzuk, Jack Glottman, Pascuale Grasso und Kim Thompson. Mit der Fat Cat Big Band war er an deren Alben Meditations on the War for Whose Great God Is The Most High: You Are God (2008) und Angels Praying For Freedom (2008) beteiligt. Meigners gehört gegenwärtig (2019) dem Corey Wilcox Quintett und dem Asaf Yuria Exorcisms Sextet an. Im Bereich des Jazz war er zwischen 2005 und 2008 an vier Aufnahmesessions beteiligt.